# Kristina Wayborn
Kristina Wayborn, ursprungligen Britt-Inger Johansson, född 24 september 1950 i Nybro i Kalmar län, är en svensk skådespelare verksam i USA.
Kristina Wayborn är mest känd som Magda i James Bond-filmen Octopussy från 1983.

## Biografi
Kristina Wayborn valdes till Fröken Sverige 1970 och kom till semifinalen i Miss Universum samma år. Hon valdes också som Miss Scandinavia. Hon är mest känd som Bondbruden Magda i Octopussy (1983). Hon porträtterade Greta Garbo  i TV-filmen The Silent Lovers (1980), vilken ledde till rollen i Octopussy. Efter främst gästroller i amerikanska TV-serier kom hon senare att lägga skådespelarkarriären på hyllan för att istället ägna sig åt fastighetsförsäljning och hästar.

## Filmografi (urval)
- 1976 – Slaget om Entebbe
- 1980 – Moviaola: Greta Garbo (TV-film)
- 1982–1986 – Kärlek ombord (TV-serie) (2 avsnitt)
- 1983 – Octopussy
- 1986 – Airwolf (TV-serie) (1 avsnitt)
- 1986 – Dallas (TV-serie) (1 avsnitt)
- 1986 – MacGyver (TV-serie) (1 avsnitt)
- 1987 – General Hospital (TV-serie) (57 avsnitt)
- 1993–1999 – Baywatch (TV-serie) (2 avsnitt)
- 1997 – Little Ghost
- 2000 – That '70s Show (TV-serie) (1 avsnitt)
- 2004 – Forbidden Warrior